# ذكورة سامة

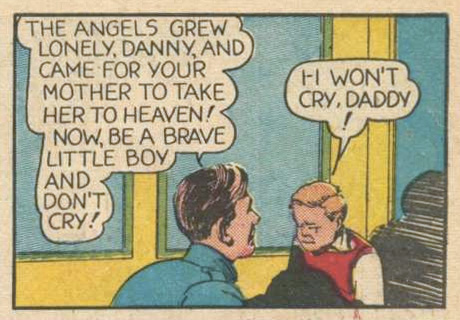

يستخدم مفهوم الذكورة السامة في علم النفس والمناقشات الإعلامية للإشارة إلى بعض المعايير الثقافية المرتبطة بالضرر الذي يلحق بالمجتمع وللرجال أنفسهم. يمكن اعتبار الصور النمطية التقليدية عن الرجال المهيمنين اجتماعيًا إلى جانب السمات ذات الصلة مثل كره النساء وكراهية المثليين «سامة»، ويرجع ذلك جزئيًا إلى ميلهم للعنف، بما في ذلك الاعتداء الجنسي والعنف المنزلي. غالبًا ما يعمل التطبيع الاجتماعي للفتيان على توريث العنف، كما في القول «الأولاد سيكونون أولاد» فيما يتعلق بالبلطجة والعدوان.
يرتبط الاعتماد على الذات والقمع العاطفي بزيادة المشكلات النفسية لدى الرجال مثل الاكتئاب وزيادة الضغط وإساءة استخدام المواد المخدرة. الصفات الذكورية السامة هي سمة من سمات كود السلوك غير المعلن بين الرجال في السجون الأمريكية، حيث توجد جزئياً كاستجابة للظروف القاسية لحياة السجن.
لا تعتبر الصفات الذكورية التقليدية الأخرى مثل التفاني في العمل والاعتزاز بالتفوق في الرياضة وإقامة أسرة «سامة». تم استخدام المفهوم في الأصل من قبل المؤلفين المرتبطين بحركة الرجال الأسطورية مثل Shepherd Bliss لمقارنة مفاهيم الذكورة النمطية للرجولة مع الرجولة «الحقيقية» أو «العميقة» التي يقولون إن الرجال فقدوا اتصالهم بها في المجتمع الحديث.

## أصل الكلمة والاستخدام
نشأ مصطلح الذكورة السامة في حركة الرجال الأسطورية في الثمانينيات والتسعينيات. ووجدت لاحقًا استخدامًا واسعًا في كل من الكتابة الأكاديمية والشعبية.  استخدمت المناقشات الشعبية والإعلامية المصطلح للإشارة إلى المعايير التقليدية والقوالب النمطية للرجولة. وفقًا لما قاله عالم الاجتماع مايكل فلود، فإن هذه تشمل «التوقعات بأن الأولاد والرجال يجب أن يكونوا نشطين، وعدوانيين، وقاسيين، وجريئين، ومهيمنين».

## علم النفس وأدوار الجنس
في علم النفس، تشير الذكورة السامة إلى الأعراف الذكورية الثقافية التقليدية التي يمكن أن تكون ضارة للرجال والنساء والمجتمع ككل؛ لا يهدف مفهوم الذكورة السامة هذا إلى إضفاء طابع شيطاني على صفات الرجال أو الذكور، بل التأكيد على الآثار الضارة للتوافق مع بعض السلوكيات المثالية الذكورية التقليدية مثل الهيمنة والاعتماد على الذات والمنافسة. يمكن لبعض السلوكيات الذكورية الموصوفة تقليديًا أن تنتج آثارًا ضارة مثل العنف (بما في ذلك الاعتداء الجنسي والعنف المنزلي)، والسلوكيات الخطرة غير المسؤولة اجتماعيًا بما في ذلك تعاطي المخدرات، واختلال وظيفي في العلاقات.
في سياق الدراسات الجنسانية، تشير رايوان كونيل إلى ممارسات سامة قد تنشأ عن ما تسميه الرجولة المهيمنة، بدلاً من السمات الأساسية.  يجادل كونيل بأن مثل هذه الممارسات - مثل العنف البدني - قد تعمل على تعزيز هيمنة الرجل على النساء في المجتمعات الغربية. وتؤكد أن هذه الممارسات سمة بارزة للرجولة المهيمنة، على الرغم من أنها ليست دائمًا السمات المميزة. 
في سياق التحليل النفسي، يصف تيري كوبرز الذكورة السامة بأنها «الحاجة إلى التنافس بقوة والسيطرة على الآخرين» و «كوكبة من الصفات الذكورية الرجعية اجتماعيًا التي تعمل على تعزيز الهيمنة، وتخفيض قيمة النساء، والعنف الوحشي». وفقًا لكوبرز، فإن الرجولة السامة تعمل على تحديد جوانب الرجولة المهيمنة المدمرة اجتماعيًا «مثل كره النساء وكراهية المثليين والجشع والهيمنة العنيفة». ويقارن هذه السمات بجوانب أكثر إيجابية لرجولة الهيمنة مثل «الفخر بقدرة الفرد على الفوز في الرياضة، أو التضامن مع صديق، أو النجاح في العمل، أو توفير متطلبات الأسرة». 
وفقًا لكوبرز، فإن القواعد الذكورية السامة هي سمة من سمات حياة الرجال في السجون الأمريكية، حيث تنعكس في سلوك كل من الموظفين والسجناء. تشكل صفات الاعتماد الشديد على الذات، والهيمنة من خلال العنف، وتجنب ظهور الأنوثة أو الضعف، رمزًا غير معلن بين السجناء.  غالبًا ما يتم قمع العواطف الضعيفة من أجل مواجهة الظروف القاسية لحياة السجن بنجاح، والتي تحددها العقوبة والعزلة الاجتماعية والعدوان. من المحتمل أن تلعب هذه العوامل دورًا في الانتحار بين السجناء الذكور.  
جادل المؤلف النسوي جون ستولتنبرغ بأن جميع الأفكار التقليدية عن الذكورة سامة وتعزز في نهاية المطاف اضطهاد المرأة.

## الآثار الصحية
حذرت جمعية علم النفس الأمريكية من أن «أيديولوجية الذكورة التقليدية» ترتبط بالآثار السلبية على الصحة العقلية والبدنية. الرجال الذين يلتزمون بالأعراف الثقافية الذكورية التقليدية، مثل المجازفة والعنف والهيمنة وأسبقية العمل والحاجة إلى السيطرة العاطفية والرغبة في الفوز، أكثر عرضة للمشكلات النفسية مثل الاكتئاب والإجهاد ومشاكل تقبل صورة الجسم وتعاطي المخدرات وسوء الأداء الاجتماعي.
تراجعت القيمة الاجتماعية للاعتماد على الذات مع مرور الوقت حيث تحرك المجتمع الأمريكي الحديث أكثر نحو الاعتماد المتبادل. كل من الاعتماد على الذات وخنق التعبير العاطفي يمكن أن يعمل ضد الصحة العقلية، لأنها تجعل الرجل أقل عرضة لطلب المساعدة النفسية أو امتلاك القدرة على التعامل مع المشاعر الصعبة.  تشير الأبحاث الأولية إلى أن الضغوط الثقافية التي يتعرض لها الرجال ليكونوا أكثر رزانة ويعتمدون على أنفسهم قد تقصر أيضًا من عمر الرجال من خلال التسبب في أن يكونوا أقل عرضة لمناقشة المشاكل الصحية مع أطبائهم.
تتورط الذكورة السمية أيضًا في مشاكل الصحة العامة الناشئة اجتماعيًا، مثل ارتفاع معدلات الإصابة بسرطان الجلد بين الرجال،  ودور في معدلات انتقال فيروس نقص المناعة البشرية وغيره من العدوي المنقولة.